# Juan Moles
Juan Moles Ormella (Barcelona, 25 de junio de 1871 - Ciudad de México, 10 de enero de 1945) fue un abogado y político español de ideología republicana. Durante la Segunda República ocupó diversos puestos en la administración, como Alto comisario de España en Marruecos o ministro de la Gobernación. Tras el final de la guerra civil se exilió en México.

## Biografía

### Carrera política
Nacido en el pueblo de Gracia en una familia de origen ilerdense, se licenció en Derecho en la Universidad de Barcelona en 1895. Militó sucesivamente en la Unión Republicana, el Centro Nacionalista Republicano y la Unión Federal Nacionalista Republicana. Fue teniente de alcalde del ayuntamiento de Barcelona en 1901 y diputado en el Congreso, como independiente en las listas de Solidaridad Catalana, por el distrito de Lérida en las elecciones generales de 1907 y 1910 y fue senador en 1914 por la provincia de Lérida, gracias a una alianza entre republicanos, reformistas y catalanistas de la Liga Regionalista. Posteriormente fue decano del Colegio de Abogados de Barcelona, albacea de Jacinto Verdaguer (en cuya defensa se había distinguido apenas licenciado), y nuevamente diputado en las elecciones de 1918 y 1919. También colaboró en el diario republicano de Barcelona La Publicidad
Durante la dictadura de Primo de Rivera apoyó a la oposición desde su bufete, defendiendo en juicio a los implicados en el complot de Garraf y oponiéndose a los intentos de confiscación del patrimonio familiar de Francesc Macià. 

### Segunda República
Durante la Segunda República Española ocupó diversos cargos durante el bienio progresista y durante los gobiernos sustentados por el Frente Popular. Así, fue gobernador civil de Barcelona entre 1932 y 1933, alto comisario de España en Marruecos (entre 1933 y 1934) y, tras las elecciones de febrero de 1936, gobernador general de Cataluña y presidente interino de la Generalidad de Cataluña (del 17 de febrero al 1 de marzo de 1936), siendo el responsable del traspaso de poderes a Lluís Companys una vez que la institución fue plenamente restaurada. Tras su labor en Cataluña, fue nombrado de nuevo alto comisario en Marruecos, pero al llegar a la presidencia del Consejo de Santiago Casares Quiroga en mayo fue nombrado ministro de Gobernación, puesto que ocupó del 13 de mayo al 18 de julio de 1936.
Considerado una «momia del republicanismo provinciano de comienzos de siglo» por Joaquín Maurín, algunos autores han señalado sus carencias a la hora de atajar la conspiración cívico-militar contra la República.
Permaneció en la zona republicana durante la Guerra Civil, aunque sin tener ningún protagonismo político. Tras el fin de la Guerra se exilió en Francia (en Ille-sur-Têt) para pasar en abril de 1942 a México, dónde publicó un estudio sobre Jacinto Verdaguer. Murió en 1945 —algunas fuentes indican 1943—.

### Familia
Joan Moles contrajo matrimonio con Luisa Marquina Angulo (hermana del poeta Eduardo Marquina) y de la unión nacieron tres hijos Luis (1897-1965, abogado), Juan (1899-1960, procurador de los tribunales que en  1932 fue Delegado español para los  Juegos Olímpicos de Los Ángeles), María (1902-1951), y Manuel (1908-1978, médico),  Los dos  primeros se exiliaron a México junto con su padre donde desempeñaron una importante labor de coordinación ante los exiliados republicanos españoles. 
Sus sobrinas Margot y Lucinda fueron destacadas deportistas durante la República, sobresaliendo en varios deportes como atletismo, hockey, natación o esquí. Su hermano  Enrique Moles Ormella, catedrático de Química Inorgánica de la  Universidad Central, fue cofundador con  Blas Cabrera y otros del Centro Nacional de Física y Química financiado por la Fundación Rockefeller.